# Primorsko-notranjska statisztikai régió
Primorsko-notranjska (Tengermellék – Belső-vidék) Szlovénia 12 statisztikai régiójának egyike. Területe 1456 km², lakosságának száma 51 032 volt 2005-ben. A legnagyobb városa Postojna.
Legismertebb látványossága a Postojna-barlang, valamint a Cerknica-tó. Az ország kisebb régiói közé tartozik, amellett pedig a legalacsonyabb népsűrűséggel rendelkezik, és gazdaságilag a legszegényebb is. Szlovénia GDP-nek csak 2%-át képezi.

## Községek a régió területén
A statisztikai régió területén a következő községek (szlovénül občina) találhatók:
- Bloke község,
- Cerknica község,
- Ilirska Bistrica község,
- Loška Dolina község,
- Pivka község,
- Postojna község.

## Gazdaság
Foglalkoztatási ágak: 45,6% szolgáltatások, 48,1% ipar, 6,3% mezőgazdaság.

## Turizmus
- A Szlovéniát látogatóknak csak 1,3% jön el ebbe a régióba, a többség Olaszországból jön (24,97%).